# Gerard J. Holzmann
Gerard J. Holzmann (né à Amsterdam, le 12 novembre 1951) est un informaticien américano-néerlandais ; chercheur aux Laboratoires Bell et à la NASA, il est surtout connu comme le développeur du vérificateur de modèles SPIN.

## Biographie
Holzmann est né à Amsterdam. Il obtient un diplôme d'ingénieur en génie électrique à l'université de technologie de Delft en 1976. En 1979, il obtient un doctorat de l'université de technologie de Delft sous la direction de Willem van der Poel (nl) et J. L. de Kroes avec une thèse intitulée : « Problèmes de coordination dans les systèmes multiprocesseurs » . Avec une bourse Fulbright, il est étudiant postdoctoral à l'université de Californie du Sud pendant une année supplémentaire, où il a travaillé avec Per Brinch Hansen. 
En 1980, il commence à travailler aux Laboratoires Bell à Murray Hill pendant un an. Il revient ensuite aux Pays-Bas, où il est professeur assistant à l'université de technologie de Delft pendant deux ans. En 1983, il  retourne aux Laboratoires Bell où il travaille au Computing Science Research Center (l'ancien groupe de recherche Unix ). En 2003, il rejoint la NASA, où il dirige le JPL Laboratory for Reliable Software à Pasadena, en Californie ; il est fellow du JPL.

## Prix et distinctions
En 1981, Holzmann a reçu le prix Prof. Prix Bahler du Koninklijk Instituut van Ingenieurs (nl), en 2001 le Prix ACM Software System pour Spin décerné par l'Association for Computing Machinery (ACM), en 2005 le Prix Paris-Kanellakis  et en octobre 2012 le NASA Exceptional Engineering Achievement Medal.  Holzmann a été élu à la Académie nationale d'ingénierie des États-Unis en 2005. En 2011, il est élu membre de l'Association for Computing Machinery. En 2015, il a reçu le prix IEEE Harlan D. Mills.

## Travaux
Holzmann est connu pour le développement du vérificateur de modèle SPIN (SPIN est l'abréviation de Simple Promela Interpreter ) dans les années 1980 chez Bell Labs. Cet outil peut vérifier l'exactitude des logiciels concurrents ; il est depuis 1991 disponible gratuitement. 

## Livres
- The SPIN Model Checker: Primer and Reference Manual, Addison-Wesley, 2004, xii + 598 (ISBN 978-0-321-22862-8, lire en ligne).
- Design and Validation of Computer Protocols, Prentice_Hall, 1991 (lire en ligne).
- avec Björn Pehrson, The Early History of Data Networks, IEEE, 1995, xi + 291 (ISBN 978-0-8186-6782-4, lire en ligne).
- Beyond Photography — The Digital Darkroom, Prentice_Hall, 1988 (ISBN 0-13-074410-7, lire en ligne).